# Eberhard Weber (motociclista)
Eberhard Weber   (Wermelskirchen, p. dècada del 1950) és un antic pilot d'enduro alemany de renom internacional durant la dècada del 1970. Especialista en petites cilindrades, al llarg de la seva carrera va guanyar un Campionat d'Europa de 125cc (1978) i va formar part de l'equip de la RFA que va guanyar el Trofeu als Sis Dies Internacionals d'Enduro dos anys (1975 i 1976).